# ريسونغ (بلدية)
بلدية ريسونغ (بالإنجليزية: Risong Township)‏ هي منطقة سكنية تقع في الصين في أزمة التبت والصين. يقدر عدد سكانها وترتفع عن سطح البحر 4,335 متر.